# Economia della Romania
L'economia della Romania rientra tra le economie avanzate dell'Europa orientale. Essa è destinataria di molti investimenti stranieri ed è particolarmente attiva nel commercio europeo dell'elettromeccanica, della chimica e del tessile.
La Romania ha come valuta ufficiale il Leu e fa parte dell'UE (dal 2007), del WTO (dal 1995), del GATT (dal 1971) e del BSEC (dal 1992). La popolazione è di circa 19 milioni di abitanti, con una forza lavoro di circa 9 milioni di abitanti e un numero di persone impiegate pari a circa 5 milioni di abitanti.
I centri economici principali sono la capitale Bucarest (industria e finanza) e Timișoara (città storicamente all'avanguardia industriale e principale direttrice dei capitali stranieri, tanto da essere soprannominata l'"ottava provincia veneta" in Italia).
Sempre forte il contributo dei consumi interni, grazie agli aumenti salariali, mentre dovrebbe migliorare l’assorbimento dei fondi UE.

## Storia

### Prima della Seconda guerra mondiale (1829 - 1945)
L'economia rumena inizia a svilupparsi in maniera indipendente nel corso dell'Ottocento, a partire dal Trattato di Adrianopoli del 1829 e con una serie di conquiste legislative, economiche e sociali che porteranno alla formazione di uno Stato autonomo nel giro di cinquant'anni.
Fino alla Seconda guerra mondiale la Romania era il secondo produttore europeo di petrolio e di prodotti agricoli e Timișoara, nonostante sia appartenuta a differenti Stati prima di quello rumeno, era una città all'avanguardia tecnologica e industriale, con una consolidata classe borghese sin dal Settecento, con l'arrivo degli asburgici.

### Periodo socialista (1945 - 1989)
Durante il periodo socialista, la Romania aderisce al COMECON e al WTO, passando a un'economia pianificata centralmente e, tuttavia, mantenendo una singolare autonomia decisionale dall'Unione Sovietica e dagli altri Stati del COMECON, a tal punto che il commercio con i paesi occidentali arriva a pareggiare quello con i paesi del COMECON stesso già negli anni '60. Tra gli anni '50 e '70 vi è una enorme crescita economica e industriale, in particolare nel settore agricolo, in quello petrolchimico, nell'industria pesante e nell'elettronica.
Negli anni '80 il dittatore Ceaușescu avvia una politica di pesante austerity per ripagare i debiti stranieri e per completare la creazione di una completa filiera nazionale per la raffinazione del petrolio, con conseguenze negative sulla qualità della vita dei cittadini e che si concluderà con la rivoluzione del 1989.

### Epoca contemporanea (dal 1990)
Dopo il collasso del Blocco Sovietico nel 1989-91, la Romania è rimasta con una base industriale obsoleta ed un paniere di capacità industriali totalmente inadatto ai suoi bisogni.
Dal 1991 in poi l'economia rumena inizia a subire una evidente contrazione in termini di ampiezza demografica: in 30 anni la popolazione totale diminuisce di 4 milioni di abitanti, la forza lavoro di 3 milioni di persone e il numero di persone impiegate parimenti di 3 milioni di unità.
Nel corso del 1997 la Romania intraprese un programma di riforme economiche e ristrutturazioni (privatizzazione o liquidazione di grandi industrie ad alto consumo elettrico - o combinat - e maggiori riforme nel settore dell'agricoltura e della finanza), ma questa riforma fu successivamente un frustrante processo a singhiozzo e portò a una crisi recessiva fino al 1999. Ciò permise di raggiungere già nell'agosto 1997 un accordo con il Fondo Monetario Internazionale per un prestito di 547 milioni di dollari, sebbene dei problemi di budget della finanza pubblica e di ristrutturazioni siano continuati per qualche tempo.
Dal 2001 si è andata consolidando una decisa crescita economica che è stata fino all'arrivo della Grande recessione di circa il 5% annuo. Dal 2003 l'aumento dei salari supera il tasso d'inflazione, che era di circa 1,2% per mese, ma che successivamente è decresciuta. Col calo dell'inflazione, è stata possibile una riforma monetaria che ha introdotto il nuovo Leu (RON) in luogo di 10.000 vecchi Lei, e che nel 2006 valeva circa 3.6 volte meno dell'Euro. Il peso del settore agricolo, che ancora di recente sfiorava il 40% del PIL complessivo, sta diminuendo in favore dei settori industriale e dei servizi, attualmente è sotto il 10%. La Romania è entrata nell'UE il 1º gennaio del 2007 insieme alla Bulgaria. Dopo la recessione del 2009-2010, dal 2011 l'economia ha ripreso a crescere a un tasso di circa il 2-3% annuo.
I punti di forza dell'economia rumena varia da regione a regione. La capitale e le più grandi città nei paesi meridionali e occidentali hanno un PIL pro capite, con valori di circa il doppio o superiore alla media del paese. Si tratta di una significativa differenza economica tra le zone urbane e rurali.
Secondo i dati dell'Istituto Nazionale di Statistica romeno (INS), nel primo semestre del 2019 il PIL è cresciuto del 4.7% su base annua, mentre il tasso di disoccupazione era pari al 4%, leggermente in calo rispetto al 4% del 2018. Nello stesso periodo, il debito pubblico risultava pari a 107 miliardi di lei (86 miliardi di Euro), equivalenti ad una quota del 39.5% del PIL.

## Settori dell'economia

### Gas e risorse naturali
La Romania è un esportatore di metano. Lo scienziato rumeno per primo al mondo, raffinò il petrolio con anidride solforosa, separando il petrolio da altri gruppi idrocarbonici senza alterazione.

### Agricoltura e allevamento
L'agricoltura impiega il 26% della popolazione e produce il 4,3% del PIL. La piana di Bărăgan è caratterizzata da larghe coltivazioni di frumento. Allevamenti di maiali e meleti sono presenti nell'ovest della nazione.
L'allevamento di bovini è presente nel centro della Romania, mentre frutta e verdura nel meridione. L'economia in agricoltura è migliorata con l'adozione del Uruguay Round del General Agreement on Tariffs and Trade (GATT).

#### Pesca
La pesca è presente sul litorale del mar Nero nelle città di Costanza, Galați e Tulcea. Pesci come acciuga, alose, cefali e altri sono presenti nei mercati come quello di Costanza.
Le acque interne sono ricche di pesci come trote e carpe.

#### Industria automobilistica (come per la Dacia)

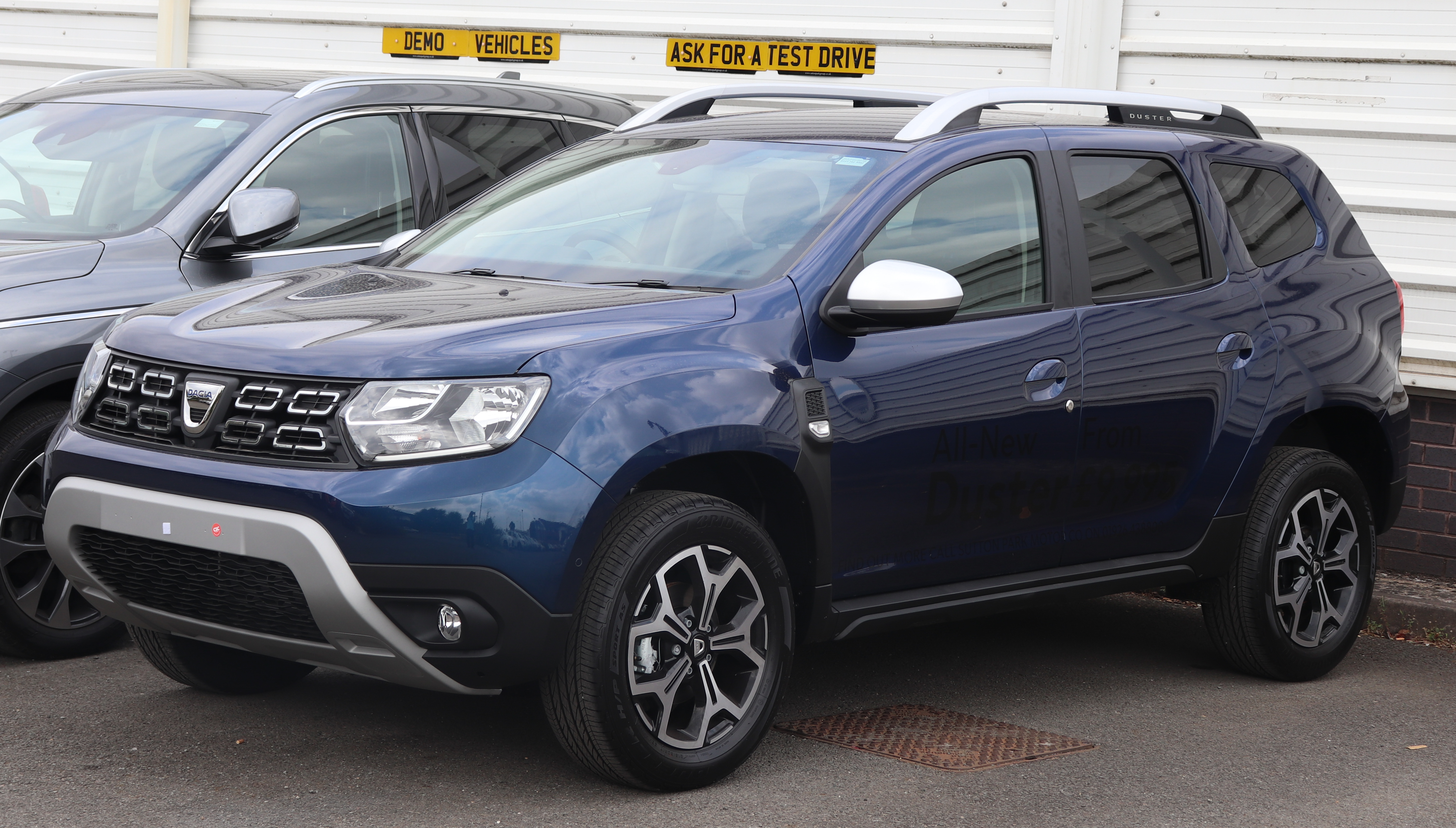
2018 Dacia Duster

### Industria

#### IT e altre industrie
La Romania ha sviluppato l'industria nei settori dell'information technology. Romania ha la terza più grande quota di persone che lavorano nel ICT in Europa, delle quali il 29% donna.
L'industria delle costruzioni crea il 32% del PIL nel 2003, impiegando il 26,4% della forza lavoro. La nazione produce automobili, macchine utensili e prodotti chimici. Nel 2013 oltre 410.000 veicoli sono stati prodotti in Romania, dai 78.165 del 2000. Nel 2018 il turnover generato è di 28 miliardi di Euro, con 230.000 impiegati nel settore.
Sono presenti marche come Dacia, Petrom, Rompetrol, Bitdefender, Romstal e Mobexpert.

### Servizi
Nel 2003 i servizi creavano il 55% del PIL occupando il 51,3% della forza lavoro. Di questi i servizi finanziari, di noleggio e attività varie il 20.5%; trading, hotel e ristorazione e trasporti il 18%; altri il 21.7%. Occupando il 47% della forza lavoro e più della metà del PIL.
Catene di supermercati come mall tipo Cora (ipermercati) e Carrefour, Lidl e Kaufland.

## Commercio internazionale

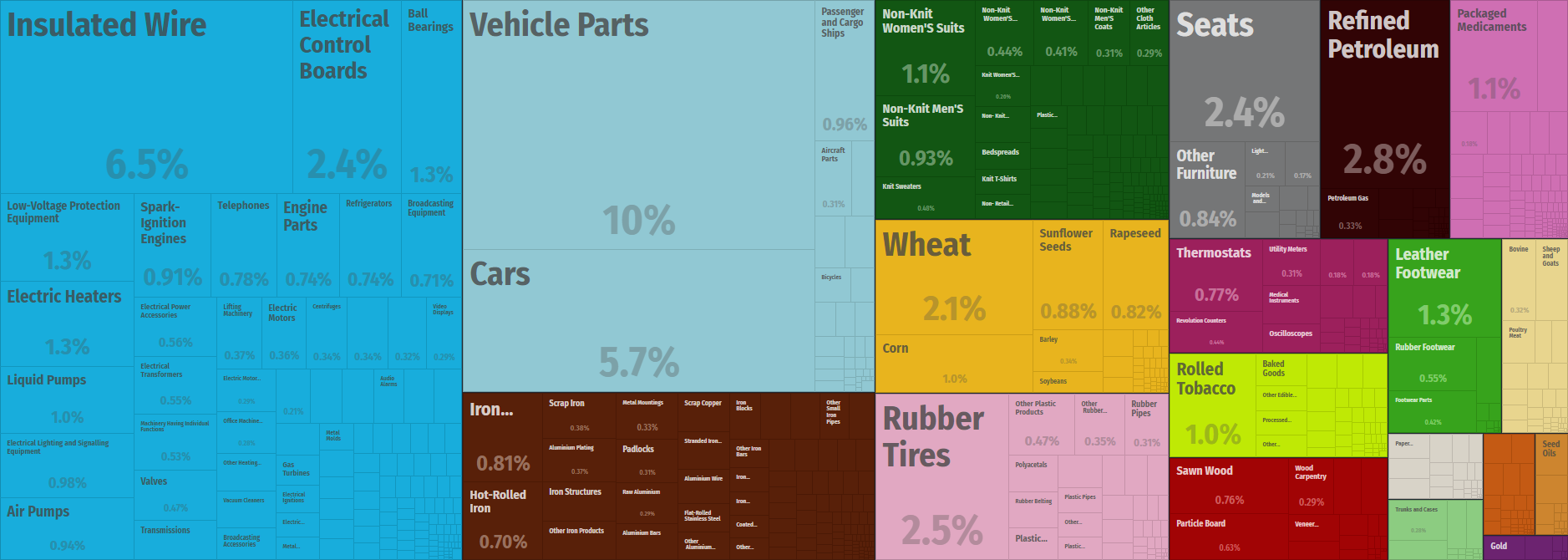
Commercio internazionale della Romania in export.

Nel 2017 nel commercio internazionale i paesi più importanti sono Germania e Italia. Parti meccaniche ed elettriche vengono esportate in tutta Europa. Mentre la Romania importa alimentari e prodotti agricoli

## Moneta

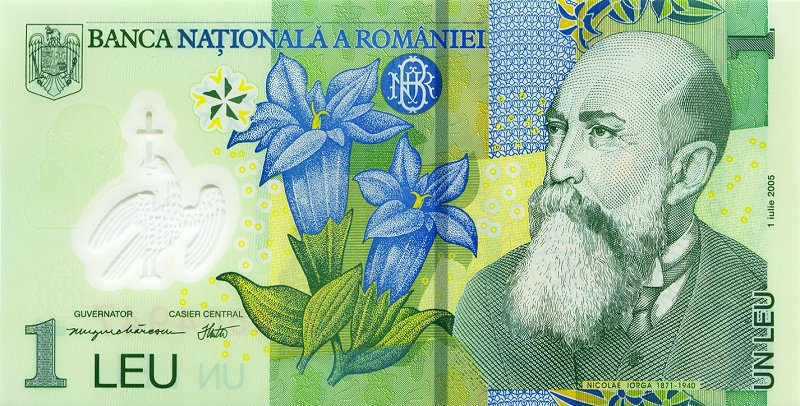
Banconota da 1 RON

Il leu (ISO 4217 code RON; numeric code 946) è la moneta corrente della Romania. La Romania entrò a far parte della UE nel 2007 e la pianificazione per adottare l'Euro fu dal 2014, ma la crisi del debito sovrano di altri Stati europei, posticipò l'evento.

## Turismo
La compagnia di bandiera è la Tarom; recentemente hanno aperto collegamenti con Bucarest e altri aeroporti (tra cui Timișoara e Cluj) diverse compagnie low-cost (fra cui la romena Blue-Air e l'ungherese-polacca Wizz Air).

## Statistiche sull'economia rumena

### Salario medio in Romania
Il salario medio in Romania è calcolato dall'istituto nazionale di statistica romeno, l'Institutul Național de Statistică.
- "Guadagno salariale nominale lordo" comprende i salari, rispettivamente i diritti in denaro e in natura spettanti ai dipendenti per il lavoro effettivamente svolto (compreso il tempo di lavoro straordinario) in base alla forma di stipendio applicato, i bonus e le indennità concesse in percentuale ai salari o a importi fissi, altri salari secondo la legge, (indennità per ferie, ferie e altri giorni liberi) premi, indennità per ferie e altre somme versate dal fondo salariale in conformità con atti normativi o contratti di lavoro collettivi, importi pagati dall'utile netto della società e altri fondi (compreso l'equivalente di buoni pasto).
- "Guadagno salariale nominale netto" è ottenuto sottraendo dai guadagni nominali lordi le tasse, contributi dei dipendenti per l'assicurazione sociale, il contributo statale della previdenza sociale e il contributo dei dipendenti all'assicurazione contro la disoccupazione.
- "Guadagno salariale medio mensile" rappresenta il rapporto tra le somme versate ai dipendenti dagli agenti economici nel mese di riferimento, indipendentemente dal periodo e dal numero medio di dipendenti. Il numero medio di dipendenti rappresenta una semplice media aritmetica calcolata sulla base del personale giornaliero del rispettivo mese. Solo quelli pagati per quel mese sono inclusi nel calcolo dei dipendenti. Non si tiene conto di: dipendenti in congedo non retribuito, in sciopero, distaccati all'estero e coloro il cui rapporto di lavoro / rapporto di servizio è stato sospeso.

#### Metodologia
- Dati mensili dei lavoratori e dei loro guadagni sono dati da indagini statistiche. L'errore dei valori è dell'ordine del +/-3% e garantita la probabilità del 95%. Dal gennaio 2010 il campione statistico è di 25.000 individui di diverse estrazioni economico sociali.

Gli individui dipendenti statali sono compresi, eccetto quelli delle amministrazioni pubbliche locali per i quali i dati a livello di consiglieri locali comunali e si basa su un campione rappresentativo a livello di distretto (ca. 770 individui). Per settore economico sono inclusi 4 salariati o più, che rappresentano il 92,73% del numero totale dei salariati di quel settore.
- L'oggetto della ricerca statistica mensile sui salari costituisce il valore tendenziale in termini mensili e orari per settore economico.

#### Storia
Lo storico dei valori medi del salario è consultabile sul sito dell'Institutul Național de Statistică. Di seguito viene riportata l'evoluzione annuale dei valori medi.
| Anno | Valore medio mensile lordo | Valore medio mensile netto | Cambio Euro | Valore medio mensile netto (Euro) |
| ---- | -------------------------- | -------------------------- | ----------- | --------------------------------- |
| 2004 |                            |                            |             | 145.00 €                          |
| 2006 | 1.108 lei                  | 832 lei                    | 3,5245      | 236.06 €                          |
| 2007 | 1.410 lei                  | 1.043 lei                  | 3,3373      | 312.52 €                          |
| 2008 | 1.742 lei                  | 1.282 lei                  | 3,6827      | 348.11 €                          |
| 2009 | 1.889 lei                  | 1.381 lei                  | 4,2373      | 325.91 €                          |
| 2010 | 1.902 lei                  | 1.391 lei                  | 4,2099      | 330.41 €                          |
| 2011 | 1.980 lei                  | 1.444 lei                  | 4,2379      | 340.73 €                          |
| 2012 | 2.066 lei                  | 1.507 lei                  | 4,4560      | 338.15 €                          |
| 2013 | 2.163 lei                  | 1.579 lei                  | 4,4190      | 357.32 €                          |
| 2014 |                            |                            |             | 398.03 €                          |
| 2015 |                            |                            |             | 417.00 €                          |
| 2016 |                            |                            |             | 484.00 €                          |
| 2017 | 3430 lei                   | 2464 lei                   | 4.65        | 530.00 €                          |